# Tawfik Bentayeb
Tawfik Bentayeb (in arabo توفيق بن الطيب‎?; Casablanca, 14 gennaio 2002) è un calciatore marocchino, attaccante del Rodez in prestito dall'Union Touarga.

## Carriera

### Club
Bentayeb è cresciuto nel settore giovanile dell'Union Touarga, dove ha debuttato il 29 maggio 2022 nell'incontro di Coupe du Trône perso 3-1 contro il FUS Rabat. Il 29 gennaio 2023 ha trovato i suoi primi gol in carriera, realizzando una doppietta nei minuti finali dell'incontro di Botola 1 Pro vinto 2-1 contro il Difaâ El Jadida.
Il 22 agosto 2024 è stato ceduto in prestito al Rodez, club della seconda divisione francese. Fa il suo esordio con il club francese il 30 agosto 2024, disputando da titolare la partita di campionato persa per 1-0 sul campo del Dunkerque.

### Nazionale
Ha giocato nelle nazionali giovanili marocchine Under-17, Under-20 ed Under-23.

## Statistiche
aggiornato al 2 settembre 2024
| Stagione             | Squadra              | Campionato           | Campionato | Campionato | Coppe nazionali | Coppe nazionali | Coppe nazionali | Coppe continentali | Coppe continentali | Coppe continentali | Altre coppe | Altre coppe | Altre coppe | Totale | Totale | Totale |
| Stagione             | Squadra              | Comp                 | Pres       | Reti       | Comp            | Pres            | Reti            | Comp               | Pres               | Reti               | Comp        | Pres        | Reti        | Pres   | Reti   |        |
| -------------------- | -------------------- | -------------------- | ---------- | ---------- | --------------- | --------------- | --------------- | ------------------ | ------------------ | ------------------ | ----------- | ----------- | ----------- | ------ | ------ | ------ |
| 2022-2023            | Union Touarga        | B1                   | 22         | 5          | CM              | 1               | 0               |                    | -                  | -                  |             | -           | -           | 23     | 5      |        |
| 2023-2024            | Union Touarga        | B1                   | 26         | 9          | CM              | 1               | 1               |                    | -                  | -                  |             | -           | -           | 27     | 10     |        |
| ago. 2024            | Union Touarga        | B1                   | 0          | 0          | CM              | 0               | 0               | CCC                | 1                  | 0                  |             | -           | -           | 1      | 0      |        |
| Totale Union Touarga | Totale Union Touarga | Totale Union Touarga | 48         | 14         |                 | 2               | 1               |                    | 1                  | 0                  |             | -           | -           | 51     | 14     |        |
| 2024-2025            | Rodez                | L2                   | 1          | 0          | CF              | 0               | 0               |                    | -                  | -                  |             | -           | -           | 1      | 0      |        |
| Totale carriera      | Totale carriera      | Totale carriera      | 49         | 14         |                 | 2               | 1               |                    | 1                  | 0                  |             | -           | -           | 52     | 15     |        |